# Dirty Love
Dirty Love is een Amerikaanse film uit 2005 van regisseur John Asher met in de hoofdrol Jenny McCarthy. De film ging op 23 september 2005 in première maar werd na twee weken alweer uit alle bioscopen gehaald en wist in die tijd alleen maar 36.099 dollar binnen te halen. Hierdoor maakte de film veel verlies. De film won vier Razzies onder andere voor slechtste film en slechtste actrice.

## Rolverdeling
| Acteur            | Personage       |
| ----------------- | --------------- |
| Jenny McCarthy    | Rebecca Sommers |
| Eddie Kaye Thomas | John            |
| Carmen Electra    | Michelle López  |
| Victor Webster    | Richard         |
| Kam Heskin        | Carrie Winters  |
| Deryck Whibley    | Tony            |
| Guillermo Díaz    | Tom Houdini     |